# Мельничная (приток Нюрсы)
Мельничная — река в России, протекает по Чаинскому району Томской области. Устье реки находится в 85 км по левому берегу реки Нюрса (Бол. Нюрса). Длина реки составляет 11 км.

## Данные водного реестра
По данным государственного водного реестра России относится к Верхнеобскому бассейновому округу, водохозяйственный участок реки — Обь от впадения реки Чулым до впадения реки Кеть, речной подбассейн реки — Чулым. Речной бассейн реки — (Верхняя) Обь до впадения Иртыша.